# Station La Fère
Station La Fère is een spoorwegstation in de Franse gemeente La Fère.